# Абдуллах ар-Ради
Абдулла́х ар-Ради́, (настоящее имя: Абу́ али́ аль-Хусе́йн ибн Ахма́д ибн Абдулла́х ибн Муха́ммад ибн Исмаи́л (араб. ﺍلحسين بن أحمد بن عبد اللّه بن محمد بن إسماعيل‎; 825 — 881, Сирия), прозванного ар-Ради́/аз-Заки́) — десятый исмаилитский имам.
Сын и преемник девятого имама Ахмада ибн Абдуллаха (Мухаммад ат-Таки) и отец Мухаммада аль-Махди, имама, основавшего Фатимидский халифат.
8-10-й исмаилитские имамы были скрыты от общественности из-за угроз со стороны Аббасидского халифата и были известны под своими прозвищами.